# Bettina Hoffmann
Pour les articles homonymes, voir Hoffmann.
Bettina Hoffmann (née en 1964) est une artiste d'origine allemande qui vit et travaille à Montréal, au Québec. Son travail comprend la photographie, la vidéo et la performance.

## Biographie
Bettina Hoffmann grandit à Berlin-Ouest et étudie les Beaux-Arts à la Hochschule der Künste (Université des Arts de Berlin) dans la classe de Shinkichi Tajiri et Rebecca Horn (1985-1992). Elle a également fréquenté la Rijksakademie van Beeldende Kunsten à Amsterdam (1987) et le California Institute of the Arts (1989/90) où elle a travaillé sous la direction de Krzysztof Wodiczko,.

## Œuvre
Son travail se situe au croisement de la photographie, du cinéma, de la sculpture, de la danse contemporaine et du théâtre. Bettina Hoffmann crée des tableaux vidéo et des performances pour faciliter l'examen des mécanismes sous-jacents des relations sociales, des conflits et de la communication. Son travail est centré sur les personnes et le corps humain; mouvements, gestes subtils, langage corporel, distance et proximité, avec un intérêt pour les mouvements et actions ambiguës qui oscillent entre violence et sensualité. Elle développe son travail par l'expérimentation et introduit ainsi des règles qui imposent ou limitent l'utilisation par un participant de parties spécifiques du corps, ce qui conduit à des mouvements et des situations inhabituelles, parfois déstabilisantes. Elle est reconnue pour l'utilisation de perspectives de caméra inconnues et de mouvements de caméra lents et réguliers,,.

## Collections
Son travail fait partie des collections du Musée d'art contemporain de Montréal, du Musée national des beaux-arts du Québec, du Museum of Contemporary Photography, Chicago,du Los Angeles County Museum of Art, Los Angeles, l'Artothek Berlin de Der Neue Berliner Kunstverein (nbk ), Berlin, Allemagne et la Berlinische Galerie, Museum für Moderne Kunst.

## Publications sélectionnées
- Bettina Hoffmann, Montréal et Québec : Dazibao-VU, coll. « Monographie », 2011, (ISBN 978-2-921440-23-3) [12]

- Spoilsport/Trouble-fête, Southern Alberta Art Gallery, Liane and Danny Taran Gallery, 2004, (ISBN 1-894699-25-4) [13]